# Kleine kartuizerslak
De kleine kartuizerslak (Monacha cartusiana) is een slakkensoort uit de familie Hygromiidae. De wetenschappelijke naam van de soort werd in 1774 gepubliceerd door Otto Friedrich Müller.
De naamgeving van de kleine kartuizerslak (Monacha cartusiana) (en grote kartuizerslak) is afgeleid van het klooster de Grande Chartreuse in het gelijknamige bergmassief nabij Grenoble. In het klooster, gesticht in 1084 door de heilige Bruno van Keulen, leven de Kartuizer monniken, gekleed in een witte wollen habijt.

## Kenmerken
Een volgroeid slakkenhuis is 6 tot 10 mm hoog en 9 tot  mm breed. De volwassen grootte varieert enorm, zelfs binnen dezelfde populatie. De behuizing is laag-conisch met 5,5 tot 6,5 windingen. De windingen zijn afgerond, jongere exemplaren hebben een duidelijke schouder in het bovenste deel van de winding. In het volwassen stadium daalt alleen de directe omgeving van de mond iets in vergelijking met de spiraal. De mondrand is iets ingedrukt, de mondrand is geslepen en slechts licht verdikt aan de binnenkant. De buitenste mond is bruin of roodachtig van kleur. De iets verder in de koffer liggende verdikte binnenlip schijnt als een witte zone (achter de roodachtige of bruinachtige mondrand) door de koffer. De navel is erg smal, vaak zelfs helemaal gesloten.
De bovenzijde van het slakkenhuis is witachtig, geelachtig tot doorschijnend met een matte afwerking. Vaak worden bruine vlekken of smalle bruine zones gevormd. Er zijn alleen groeilijnen en de schil is relatief dun.

### Vergelijkbare soorten
De soort is praktisch niet te onderscheiden van Monacha claustralis op basis van kenmerken van het huisje. In het voortplantingssysteem heeft de kleine kartuizer een vaginale zak, een uitsteeksel op de vagina dat Monacha claustralis mist. De laatste soort heeft een lange vagina (en een zeer korte vrije eileider). De kleine kartuizer daarentegen heeft een relatief korte vagina en een relatief lange vrije eileider. Bovendien is de gemiddelde lengte van de epiphallus bij deze soort korter en is het vaginale proces aan de basis verdikt en loopt dan als draden uit. Bij Monacha claustralis is het basale deel van het vaginale proces iets verdikt en neemt het slechts langzaam af in diameter.

## Geografisch voorkomen en leefgebied
De soort was oorspronkelijk waarschijnlijk alleen inheems in West- en Zuid-Europa. In het oosten strekte het bereik zich uit tot Klein-Azië, verder naar het noorden door Zuid-Rusland tot aan de Krim. Misschien kwam het oorspronkelijk uit het Boven-Rijndal. Aanwezigheid in Zuid-Engeland wordt toegeschreven aan een zeer vroege verplaatsing. De soort is nu wijdverbreid in Centraal-Europa als gevolg van moderne antropogene verspreiding, zoals blijkt uit de talrijke vondsten in Duitsland. Inmiddels is deze soort echter niet alleen verplaatst naar Centraal-Europa, maar ook naar Noord-Amerika. In Nederland komt hij zeldzaam voor.
De soort geeft de voorkeur aan open, droge of vochtige maar warme leefgebieden, zoals zonnige heggen en met gras begroeide hellingen, bermen, maar ook tuinen, parken, wijngaarden en braakliggende terreinen. In Zwitserland groeit de soort tot 700 meter, in Bulgarije tot 1000 meter.
De soort is in Nederland regelmatig te vinden op bouwland wat is opgehoogd met kalkrijk zand of op dijken en taluds van autosnelwegen of spoorwegen.
De Kleine kartuizerslak kruipt geregeld hoog in grassen en struiken. Zo beschermen ze zich tegen de warmte wanneer de zon de zandige bodem verwarmt
De laatste decennia word de soort weer vaker gemeld. Vooral in de rivierduinen in het oosten van het land bevinden zich rijke populaties. Maar ook van elders zijn diverse meldingen (havengebied Amsterdam). De steeds vaker optredende zachtere winters zijn voor deze soort, waarvan familieleden vooral in zuidelijke gebieden leven, ongetwijfeld gunstig.